# Revolta dels faïdits
L'origen de la revolta dels faïdits, o senyors desposseïts dels seus béns, es remunta quan Simó de Montfort va prendre Carcassona, l'any 1209, essent Ramon Trencavell era un infant. El seu pare, capturat a traïció, el van deixar morir en una garjola del seu castell, i la seva mare, que es va quedar tota sola, va pactar amb el vencedor. Havent crescut a l'exili, a l'altra banda dels Pirineus, Ramon feu de la venjança l'objectiu de la seva vida. Torna a Carcassona durant la revolta del 1224, per ser-ne novament expulsat per la nova Croada.
L'any 1240 reapareix i dirigeix la revolta dels faïdits ("proscrits") occitans, atacà Carcassona però només es va poder apoderar del burg extern a les muralles. Derrotat, es va refugiar a Perapertusa, i des d'aquí tornà a marxar cap al seu últim exili a terres catalanes, sense que se’n sabés res més.
Amb ell va desaparèixer la família dels Trencavell, escombrada de la història com gran part de l'aristocràcia occitana. Aquesta fou substituïda pels nobles del Nord, vinguts per quedar-s'hi.